# 蘇湛
蘇湛（?—?），北魏官员，字景儁，武功县人。泰山郡太守蘇祐之子，苏亮之弟，苏让之兄。
年轻时有志行，与其兄蘇亮在西土知名。二十余岁举秀才，任奉朝請。兼侍御史，加員外散騎侍郎。正光五年（524年），蕭宝寅西讨莫折念生，蘇湛在其麾下担任行台郎中。孝昌三年（527年），蕭宝寅计划反魏，蘇湛当时卧病在家。蕭宝寅派蘇湛从母弟天水姜俭前去劝说一起反魏。蘇湛预见蕭宝寅一定失败，没有答应。蕭宝寅素来看重素重之，知其必不为己用，听任他回到武功县。蕭宝寅果然与蘇湛所预料的一样失败。
建義元年（528年），魏孝庄帝即位，蘇湛召为尚書郎。魏孝庄帝得知蘇湛回答蕭宝寅之誘有美辞，蘇湛认为自己没有劝说蕭宝寅坚守節義是自己的罪过。孝庄帝大悦，加授蘇湛散骑侍郎，转任中书侍郎。
魏孝武帝初年，以病回到乡里，在家中去世。追赠散騎常侍、镇西将军、雍州刺史。